# Nowe Grodno
Nowe Grodno (poprzednio Grodno Drugie, Grodno II) – wieś w Polsce położona w województwie łódzkim, w powiecie kutnowskim, w gminie Nowe Ostrowy przy drodze wojewódzkiej nr 581.
W latach 1975–1998 miejscowość administracyjnie należała do województwa płockiego.
Inne miejscowości o nazwie Grodno: Grodno, Grodno.
Zmiana nazwy wsi z Grodno Drugie na Nowe Grodno nastąpiła w roku 2005.
Obecnie wieś ma charakter rekreacyjny dzięki swemu położeniu w otulinie lasu oraz znajdującym się na jej terenie dwóm zbiornikom wodnym. Obydwa powstały jako zbiorniki w miejscach wydobywania żwiru, pospółki. Pierwszy z nich pełni funkcje rekreacyjne od końca lat osiemdziesiątych, drugi służy dotychczas pozyskiwaniu kruszywa. Południowo-zachodnią granicę wsi stanowi rezerwat dębowy Świetlista Dąbrowa wpisany w skład obszarów chronionych Natura 2000.